# Beaumettes
Beaumettes ist eine französische Gemeinde mit 308 Einwohnern (Stand 1. Januar 2022) im Département Vaucluse in der Region Provence-Alpes-Côte d’Azur. Sie gehört zum Kanton Apt im Arrondissement Apt.

## Geografie
Die Gemeindegemarkung wird im Süden vom Fluss Calavon begrenzt. Die Nachbargemeinden sind Goult im Norden und im Osten, Ménerbes im Süden und Gordes im Westen.
Die Gemeinde gehört zum Weinbaugebiet Côtes du Ventoux, dessen Herkunftsbezeichnung durch die Appellation d’Origine Contrôlée (AOC) geschützt ist.

## Geschichte
Das Dorf liegt an der alten Römerstraße Via Domitia.
Der Name Beaumettes stammt von den altfranzösischen Wörtern baume oder baumettes, womit die Höhlen bezeichnet werden, die in den Fels oberhalb des Dorfes gehauen wurden.
Die ehemalige Route nationale 93 wurde zu Beginn des 20. Jahrhunderts zwischen Aspres-sur-Buëch und Beaumettes errichtet. 
| 1962 | 1968 | 1975 | 1982 | 1990 | 1999 | 2005 | 2011 |
| ---- | ---- | ---- | ---- | ---- | ---- | ---- | ---- |
| 135  | 102  | 139  | 206  | 219  | 194  | 193  | 244  |

## Sehenswürdigkeiten
- mehrere in den Fels gehauene Wohnhöhlen und die Ruinen einer Höhlenkapelle[2]
- Schloss aus dem 18./19. Jahrhundert mit charakteristischem runden Eckturm[2]
- Kapelle aus dem Jahr 1635 im Dorfzentrum, die den Dorfbewohnern von Baron Autric De Vintimille geschenkt wurde[1]
- Verkündigungskirche im neuromanischen Stil aus den 1870er Jahren[1][2]
- Herrenturm mit Taubenschlag[2]